# 下顎神経
下顎神経（かがくしんけい、mandibular nerve）は、三叉神経の三本目の枝である。卵円孔を経由して頭蓋から外に出る。下顎の歯、下顎、下唇、頬、オトガイ、頬粘膜、舌の前2/3の感覚を司ると共に、咀嚼筋の運動を司る。三叉神経の三本の枝のうち、運動神経線維を含むのはこの下顎神経のみである。
下顎神経の枝は
- 深側頭神経
- 外側翼突筋神経
- 内側翼突筋神経
- 咬筋神経
- 口蓋帆張筋神経
- 鼓膜張筋神経
- 耳介側頭神経
- 頬神経
- 舌神経
- 下歯槽神経
  - 顎舌骨筋神経
  - 下歯槽神経
  - オトガイ神経

である。